# 훙카 뭉카
훙카 뭉카(Hunka Munka)는 이탈리아의 프로그레시브 록 밴드이다.

## 개요
훙카 뭉카는 건반주자 로베르토 카를로또의 별명이다. 그는 어릴적부터 오랜시간 뮤지션으로 경력을 쌓았다. 영국, 독일, 스위스 등에서 프로 연주자로 활동하였으며 로드 스튜어트나 콜로세움의 세션맨을 하기도 했다.
그는 아노니마 사운드에 참여하기도 했고 빅 66(Big 66)이나 이 쿠치올리(I Cuccioli)와 같은 밴드에서 연주하기도 했다. 또한 로베르토는 다양한 키보드를 연주할 줄 알았다.
훙카 뭉카 명의로 한장의 앨범 Dedicato a Giovanna G.를 만들었는데 키보드가 앨범 전체를 지배하는 소프트 프로그 앨범이었다. 이펙트 걸린 보컬은 데미스 루소스나 비지스를 연상시키는 애잔함을 가지고 있다고 평가되기도 한다. 드럼은 오사게 트라이브의 쿠치올리오(눈치오 파비아), 기타는 아노니마 사운드에서 함께 활동했던 이반 그라치아니가 도와주었다. 전체적으로 젊은이의 하루 일과를 다룬 컨셉트 앨범이다. 이후 Dolce Mela(1981)라는 싱글을 내고 활동을 정지했다.
73년 로베르토는 딕딕에 쿠치올리오와 함께 참여했는데 이후 그들은 듀오로 활동하기도 했다. 이후 주로 엔지니어로서 활동했다. 그는 칼 오토 명의로 84년 두번째 앨범 Promise of love를 내었다. 2011년 로베르토는 아날로지에 가입하여 연주하고 있다.

## 음반 목록
- 1972 Dedicato a Giovanna G. (as Hunka Munka)
- 1984 Promise of Love (as Karl Otto)

guest appearance
- 1976 I Dik Dik - Volando
- 2013 Analogy - Konzert

## 참고
1. ↑  이춘식(1992), 아트록 매거진 01호 171페이지
2. 1 2 3  http://www.italianprog.com/a_hunkamunka.htm
3. ↑  http://www.progarchives.com/artist.asp?id=3047
4. ↑  https://www.discogs.com/Hunka-Munka-Dedicato-A-Giovanna-G/release/7571751
5. ↑  성시완(1993), 아트록 매거진 05호 079페이지
6. ↑  아트록 매거진 04호(1993) 137페이지
7. ↑  Encyclopedia of Italian Rock: Marquee Special Edition(1993)